# التزام (طب)
الامتثال أو الالتزام أو الاتفاق، مصطلح طبي يُستخدم للدلالة على إتباع المريض للنصيحة الطبية بطريقة صحيحة. وفي غالب الأحيان تكون النصيحة الطبية متعلقة بطريقة استخدام أدوية أو عقاقير (الامتثال الدوائي)، ولكن يمكن أن يمتد المصطلح ليشمل أيضاً استخدام الطبائق الجراحية مثل الجوارب الضاغطة أو عناية الجروح المزمنة أو تمارين العلاج الطبيعي أو حضور دورات استشارية تعليمية أو علاجية. ومن أنجع الطرق التي يجب على الطبيب اتباعها لتحسين امتثال المريض لاستخدام الدواء هي بناء علاقة إيجابية بينه وبين مريضه أساسها الثقة المتبادلة.
في مجال الطب، يشير مصطلح الالتزام إلى مدى اتباع المريض للتعليمات والإرشادات الطبية بشكل صحيح. وفي أغلب الأحيان، لا يشير هذا المصطلح إلى التزام المريض بتناول العلاج أو الدواء الذي حدده له الطبيب المعالج في الوصفة الطبية فحسب، ولكنه قد يشمل أيضًا استخدام الأجهزة أو الأدوات الطبية، مثل ارتداء الجوارب الطبية الضاغطة أو رعاية الجروح المزمنة والعناية بها أو ممارسة تمرينات العلاج الطبيعي الذاتي أو حضور دورات استشارية أو غيرها من الدورات المتعلقة بأساليب العلاج. هذا، ويؤثر كل من المريض ومقدم الرعاية الصحية، سواء كان طبيبًا أو غيره، على درجة التزام المريض بالتعليمات الطبية المذكورة، كما تمثل العلاقة الإيجابية القائمة بين المريض والطبيب العامل الأكثر أهمية في تعزيز درجة التزامه بتوصيات الطبيب وكذلك التزامه بصرف وتناول الدواء الموصوف له بالكامل، وذلك على الرغم من أن ارتفاع تكلفة الدواء المذكور في الوصفة الطبية يلعب أيضًا دورًا مهمًا في هذا الصدد.
من ناحية أخرى، يعد عدم التزام المريض بتعليمات الطبيب وتناول الأدوية الموصوفة عائقًا كبيرًا أمام تقديم رعاية صحية فعالة. وتشير التقديرات الصادرة عن منظمة الصحة العالمية إلى أن حوالي %50 فقط من المرضى الذين يعانون من أمراض مزمنة ويعيشون في الدول المتقدمة يتبعون توصيات الطبيب فيما يتعلق بتناول الدواء الموصوف.
وعلى وجه الخصوص، يُعْتَقَد أن انخفاض معدلات التزام المرضى بتناول الأدوية في حالة إصابتهم بأمراض مزمنة، مثل الربو ومرض السكر وارتفاع ضغط الدم، يساهم بشكل كبير في تدهور حالتهم الصحية وتحمل العبء المادي لذلك. وربما يكون هناك مغالاة في تقدير معدلات التزام المرضى بتوصيات الأطباء بشأن تناول الأدوية في الأبحاث والمؤلفات الطبية، نظرًا لأنه غالبًا ما ترتفع معدلات الالتزام من جانبهم في أي تجربة إكلينيكية رسمية ولكنها تنخفض عند الوقوف على أرض الواقع.
ومن العوائق الكبرى التي تحول دون التزام المريض بتناول الأدوية المحددة في الوصفات الطبية مدى التعقيد الذي يسود نظم العلاج الحديثة وقلة «المعرفة الصحية» لديه وعدم إدراكه لفوائد العلاج وحدوث آثار جانبية لم يكن على دراية بها وتحمل تكلفة الدواء المذكور في الوصفة الطبية وضعف التواصل بينه وبين الطبيب المعالج وانعدام الثقة بينهما. هذا، وترمي الجهود المبذولة لتحسين معدلات الالتزام بتناول الدواء الموصوف إلى تيسير عملية تعبئة الدواء وسهولة صرفه وتقديم نظم فعالة للتذكير بمواعيد تناول الدواء وتحسين مستوى ثقافة المريض وتعزيز درجة وعيه وإدراكه بصحته وتحديد عدد الأدوية التي ينصح الطبيب بصرفها واستخدامها على الفور.

## التزام المريض
العوامل التي تزيد من امتثال المريض:
- شعور المريض بالعلة.
- محدوديات أنشطة المريض اليومية بسبب حالته المرضية.
- كتابة تعليمات استخدام الدواء.
- علة حادة (هناك أمل في الشفاء فيمتثل المريض أفضل من حالة العلة المزمنة).
- بساطة النظام العلاجي وسهولته.
- قصر الوقت التي يقضيه المريض في غرفة انتظار الصيدلية أو قصر وقت تحضير الدواء.
- فوائد العلاج تغطي تكلفته.
- مساندة الزملاء أو الأقارب (تذكير المريض بمواعيد العلاج وضرورة اتباعه).

ومن أسباب ضعف الامتثال:
- النسيان.
- ضعف العلاقة بين المريض وطبيبه.
- قلة أعراض المرض.
- المرض المزمن.
- عدم تحضير الوصفة العلاجية.
- غرض العلاج غير واضح.
- توقع عدم فاعلية الدواء من قبل المريض.
- التأثيرات الجانبية الحقيقية أو المتوقعة من قبل المريض (غير حقيقية).
- تعليمات استخدام غير واضحة.
- بعض الصعوبات التي يقابلها المريض عند استخدام الدواء مثل صعوبة فتح علبة الدواء أو الإمساك بالأقراص الصغيرة جداً أو صعوبة البلع أو السفر لمسافات بعيدة لتلقى العلاج.
- التركيبات المنفرة، مثال عليها التركيبات كريهة الطعم.
- نظام دوائي معقد.
- تكاليف العلاج.

## المصطلحات
وقد أظهرت دراسة أن حوالي نصف هؤلاء المرضى الذين تم تحديد نظم علاجية لهم لا يتبعون هذه النظم بدقة كما وصفها الطبيب. حتى وقت قريب، كان يُطلق على ذلك «عدم الالتزام بتناول الأدوية المقررة»، والذي كان يعني في بعض الأحيان أن عدم اتباع المريض لتوجيهات الطبيب الخاصة بنظم العلاج وتناول الدواء يرجع إلى السلوك غير العقلاني الصادر من قِبَل المريض أو تجاهله المتعمد للتعليمات أو إهماله لها.
أما في الوقت الحاضر، يستخدم إخصائيو الرعاية الصحية على نحو أكثر شيوعًا مصطلحات طبية منها «الالتزام» بتناول الأدوية أو «الاتفاق» على نظام العلاج بدلاً من استخدام مصطلح «الامتثال» للتعليمات، وذلك نظرًا لأن هذين المصطلحين يعكسان بشكل أكثر دقة تنوع الأسباب التي تدفع المريض إلى عدم اتباع تعليمات الطبيب بتناول الدواء بشكل جزئي أو كلي. ومع ذلك، فلا يزال أمر تحديد المصطلح الأفضل لوصف هذه الحالة الطبية محل جدل وخلاف. ففي بعض الأحيان، يستخدم مصطلح الاتفاق للإشارة على وجه الخصوص إلى التزام المريض بنظام العلاج الذي وُضِعَ بالتعاون بينه وبين الطبيب وبالاتفاق عليه، وذلك لتمييزه عن المصطلح الآخر الذي يشير إلى التزام المريض بنظام العلاج الذي وصفه الطبيب منفردًا دون التعاون مع المريض. وعلى الرغم من أن هذا الأمر لا يزال مثار جدل، فإن مصطلح الالتزام بتناول الأدوية يروق لكل من منظمة الصحة العالمية وجمعية الصيادلة الأمريكيين وشبكة المعلومات الخاصة بأبحاث الالتزام بالتعليمات الطبية التي تتبع المعاهد القومية للصحة بالولايات المتحدة الأمريكية.
وعلاوةً على ذلك، يشير مصطلح الاتفاق أيضًا إلى المبادرة الحالية الصادرة عن هيئة الخدمات الصحية الوطنية البريطانية (NHS) والتي تهدف إلى إشراك المريض في عملية العلاج من أجل تحسين درجة التزامه بتعليمات الطبيب وتناول الدواء. وفي هذا السياق، يقوم الطبيب المعالج بإبلاغ المريض بحالته الصحية وعرض خيارات العلاج المتاحة أمامه. ذلك، حيث يشارك المريض الفريق الطبي المعالج في اتخاذ الإجراء المقرر اتباعه، ويكون المريض مسئولاً بصورة جزئية عن مراقبة حالته الصحية وإبلاغ الفريق المعالج بأي مستجدات تطرأ عليها.
وجدير بالذكر أنه يمكن تحسين معدلات الالتزام بتناول الدواء من خلال العوامل التالية:
- التوصية بتناول الأدوية الفعالة والمؤثرة في الحالات التي تستدعي ذلك فحسب
- اختيار الأدوية ذات الآثار الجانبية المحدودة أو المشكلات الأقل عند استخدامها على المدى البعيد
- وصف أقل عدد من الأدوية المختلفة، على سبيل المثال، وصف نوع واحد من المضاد الحيوي الذي يستخدم لمعالجة الإصابة بمرضين متزامنين في وقت واحد (على الرغم من أن هذا قد ينطوي على قدر من المخاطرة؛ حيث قد يتسبب في نمو نوع من البكتيريا المقاومة للمضاد الحيوي).
- توضيح نظام تناول الجرعات وتيسيره من خلال اختيار دواء مختلف أو مستحضر دوائي ممتد المفعول ويتطلب تناول أقل عدد من الجرعات خلال اليوم.[15]
- مناقشة الآثار الجانبية المحتملة للدواء وما إذا كان من الضروري الاستمرار في تناول هذا الدواء بغض النظر عن ظهور تلك الآثار أم لا
- التأكيد على أهمية الحد من الآثار الجانبية للدواء أو التغلب عليها، على سبيل المثال تحديد ما إذا كان يتعين على المريض تناول الدواء على معدة خاوية أم ممتلئة بالطعام.
- تعزيز الثقة بين المريض والطبيب حتى لا يخشى المريض الشعور بالإحراج أو الغضب إذا لم يستطع تناول دواء معين مما يسمح للطبيب بمحاولة وصف دواء بديل أفضل للاستعمال.

## التأثير الاجتماعي
أظهرت دراسة أجرتها منظمة الصحة العالمية أن %50 فحسب من المرضى الذين يعانون من أمراض مزمنة في الدول المتقدمة يتبعون توصيات الأطباء بتناول الأدوية الموصوفة لهم. وقد يؤثر هذا على صحة المرضى، كما يؤثر أيضًا بشكل أوسع نطاقًا على المجتمع أجمع، وذلك عندما يتسبب عدم الالتزام بتناول الدواء في حدوث مضاعفات لحالات الأمراض المزمنة أو ظهور ميكروبات معدية ومقاومة للأدوية أو الإصابة بمرض نفسي ليس له علاج. وعادةً ما تكون معدلات الالتزام بتناول الدواء التي يتم رصدها عن كثب من خلال الدراسات التي تُجرَى في هذا الصدد مرتفعة للغاية مقارنةً بما تم التوصل إليه مؤخرًا في الواقع. على سبيل المثال، أشارت إحدى الدراسات إلى أن معدل التزام المرضى بتعليمات الطبيب فيما يتعلق بتناول الأدوية وصل إلى %97 عند بداية العلاج بأدوية الستاتين، غير أن حوالي %50 فقط من المرضى استمروا في الامتثال لتلك التعليمات بعد ستة أشهر من تلقيها.

## قضايا متعلقة بالالتزام بصرف الوصفات الطبية

### معدلات صرف الوصفات الطبية
على الرغم من أن زيارة المريض للطبيب قد تنتهي بكتابة الطبيب وصفة طبية بالأدوية المطلوب تناولها للعلاج، فإن بعض المرضى لا يقومون بصرف هذه الوصفة الطبية من الصيدلية. ففي الولايات المتحدة الأمريكية، هناك نسبة تتراوح بين %20 و%30 من الوصفات الطبية التي يكتبها الطبيب للمرضى لا يتم صرفها من الصيدليات. ويرجع عدم التزام هؤلاء المرضى بصرف الدواء إلى العديد من الأسباب، منها تكلفة الدواء أو الشك حيال ضرورة تناوله أو تفضيل اللجوء لاستخدام وسائل العناية الذاتية لتخفيف المرض عوضًا عن الدواء.
وتعد تكلفة الدواء العائق الأكثر أهمية والذي يحول دون التزام المريض بصرف الدواء الذي وصفه الطبيب. في عام 2001، أُجريت دراسة واسعة النطاق شملت أرجاء الولايات المتحدة الأمريكية على 1,010 فرد من البالغين، حيث وُجِدَ أن %22 منهم قد اختاروا عدم صرف الوصفات الطبية بسبب تكلفتها، وهي نسبة مشابهة لمعدل إجمالي الوصفات الطبية التي لا يتم صرفها والذي يتراوح ما بين %20 و%30 من الوصفات الطبية عمومًا.

### إتمام برنامج العلاج
بمجرد بدء فترة العلاج، فنادرًا ما يتبع المرضى نظم العلاج الخاصة بتناول الأدوية الموصوفة لهم بالكامل، ونادرًا ما يُتِمون برنامج العلاج. وتجدر الإشارة إلى أن العوائق التي تحول دون الاستمرار في تناول الدواء وإتمام برنامج العلاج تتمثل في تكلفة الدواء التي يتكبدها المريض وعدم استيعابه جيدًا لتوصيات الطبيب بشأن تناول الدواء بهدف تحسين حالته الصحية (وهذا ما يُشار إليه باسم «المعرفة الصحية»). وكما ورد من قبل، فقد أشارت منظمة الصحة العالمية إلى أن ما يُقدر بنسبة %50 فحسب من المرضى الذين يعانون من أمراض مزمنة يستمرون في تناول الأدوية على المدى الطويل حرصًا على إتمام علاجهم ووفقًا لتعليمات الطبيب المعالج، في حين أن المرضى الآخرين الذين لا يلتزمون بتناول الأدوية الموصوفة لهم حال معاناتهم من أمراض مزمنة يكونون عرضةً لخطر تدهور حالتهم الصحية.
تجدر الإشارة هنا إلى أنه تم طرح عدد من الطرق المتنوعة لتعبئة الدواء لمساعدة المرضى على إتمام العلاج الموصوف لهم. تتضمن تلك الطرق الأشكال والتصميمات التي تزيد من سهولة تذكر المريض لنظام أخذ الجرعة بالإضافة إلى وضع ملصقات مختلفة على علب الأدوية من أجل زيادة فهم المريض للتعليمات وكيفية تناولها. على سبيل المثال، تتم تعبئة الأدوية في بعض الأحيان في عبوات مزودة بأنظمة للتذكير بمواعيد تناولها في اليوم و/أو في وقت معين خلال الأسبوع. وفي إطار السعي لتشجيع المريض على الالتزام بالعلاج الدوائي، قامت منظمة أوروبية غير ربحية تدعى (Healthcare Compliance Packaging Council of Europe)  بتنسيق العمل بين قطاع الصناعات الدوائية وقطاع التعبئة وممثلي المنظمات الأوروبية المعنية بالمرضى. وتتمثل مهمة هذه المنظمة في مساعدة قطاع الرعاية الصحية ونشر الوعي لديه بأهمية تحسين معدلات التزام المرضى بالوصفات الطبية من خلال استخدام الحلول المتعلقة بعمليات تعبئة الأدوية وسهولة صرفها. ذلك، حيث طرحت مجموعة متنوعة من الحلول بشأن عمليات تعبئة الأدوية وذلك بالتعاون مع عدد من المنظمات الأخرى للمساعدة في تعزيز التزام المريض بتناول الدواء.
من ناحية أخرى، فإن عدم الالتزام بتناول الدواء الموصوف وعدم إتمام برنامج العلاج سيكون له آثار سلبية كبيرة على الصحة وذلك على مستوى العالم. ونورد فيما يلي بعض الأمثلة التي توضح معدلات عدم التزام بعض المرضى الذين يعانون من أمراض مزمنة بتناول الأدوية التي وصفها الطبيب وعواقب ذلك عليهم:
- يعد عدم التزام المرضى بتناول الأدوية في حالة إصابتهم بمرض السكر (حيث تصل نسبتهم إلى %98 في الولايات المتحدة الأمريكية) السبب الرئيسي لظهور المضاعفات المتعلقة بهذا المرض، ومنها تلف الأعصاب والفشل الكلوي.
- يعتبر عدم التزام المرضى بتناول الأدوية في حالة معاناتهم من ارتفاع ضغط الدم (حيث تصل نسبتهم في الولايات المتحدة الأمريكية إلى %93 وإلى %70 في المملكة المتحدة) السبب الأساسي للإصابة بالسكتة الدماغية والأزمة القلبية الناتجة عن ارتفاع ضغط الدم بشدة وعدم القدرة على التحكم فيه.
- يساهم عدم التزام المرضى بتناول الأدوية في حالة إصابتهم بمرض الربو (حيث تتراوح نسبتهم من %23 إلى %70 على مستوى العالم) في زيادة خطر التعرض لنوبات الربو الحادة والتي تتطلب الانتقال للمستشفى لتلقي العلاج.

## وصلات خارجية
- Adherence to Long-Term Therapies: تقرير صادر عن منظمة الصحة العالمية